# شون براون
شون براون (بالإنجليزية: Seán Browne)‏ هو طباع وسياسي أيرلندي، ولد في 3 مايو 1916، وتوفي في 27 مارس 1996. حزبياً، نشط في فيانا فايل.

## مناصب
- انتخب عضو مجلس الشيوخ من أيرلندا عن دائرة Labour Panel [الإنجليزية]‏ وقد انضم خلال فترته النيابية ‏ (14 ديسمبر 1961 – 28 أبريل 1965) للكتلة البرلمانية فيانا فايل.
- انتخب عضو مجلس الشيوخ من أيرلندا عن دائرة Labour Panel [الإنجليزية]‏ وقد انضم خلال فترته النيابية ‏ (23 يونيو 1965 – 18 يونيو 1969) للكتلة البرلمانية فيانا فايل.
- في الانتخابات العمومية الإيرلندية 1957 [الإنجليزية]‏، انتخب نائب دييل عن دائرة وكسفورد [الإنجليزية]‏ وقد انضم خلال فترته النيابية ‏ (20 مارس 1957 – 1 سبتمبر 1961) للكتلة البرلمانية فيانا فايل.
- في الانتخابات العمومية الإيرلندية 1969 [الإنجليزية]‏، انتخب نائب دييل عن دائرة وكسفورد [الإنجليزية]‏ وقد انضم خلال فترته النيابية ‏ (2 يوليو 1969 – 5 فبراير 1973) للكتلة البرلمانية فيانا فايل.
- في الانتاخابات العمومية الإيرلندية 1973 [الإنجليزية]‏، انتخب نائب دييل عن دائرة وكسفورد [الإنجليزية]‏ وقد انضم خلال فترته النيابية ‏ (14 مارس 1973 – 25 مايو 1977) للكتلة البرلمانية فيانا فايل.
- في الانتخابات العمومية الإيرلندية 1977 [الإنجليزية]‏، انتخب نائب دييل عن دائرة وكسفورد [الإنجليزية]‏ وقد انضم خلال فترته النيابية ‏ (5 يوليو 1977 – 21 مايو 1981) للكتلة البرلمانية فيانا فايل.
- في الانتخابات العمومية الإيرلندية، فبراير 1982 [الإنجليزية]‏، انتخب نائب دييل عن دائرة وكسفورد [الإنجليزية]‏ وقد انضم خلال فترته النيابية ‏ (9 مارس 1982 – 4 نوفمبر 1982) للكتلة البرلمانية فيانا فايل.